# La Mamola

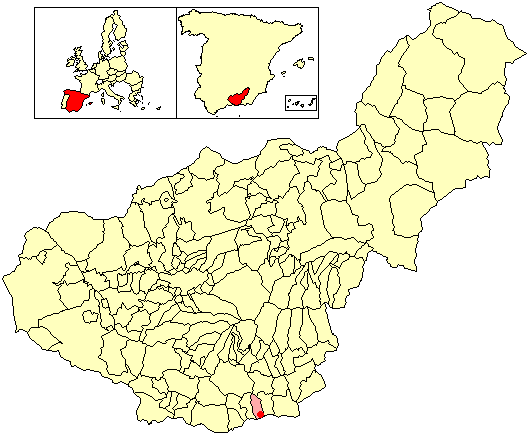
Situación de La Mamola respecto al término municipal de Polopos, en la provincia de Granada.

La Mamola es una localidad española del municipio de Polopos, situada en la provincia de Granada, Andalucía. Está situada en la parte oriental de la comarca de la Costa Granadina. Cerca de esta localidad se encuentran los núcleos de Los Yesos, Castillo de Baños de Abajo, Casarones, La Guapa, Castillo de Baños de Arriba, El Lance y Melicena. En la actualidad es la capital municipal —sede del ayuntamiento—, pese a existir la localidad que da nombre al municipio.
La Mamola es una población costera bañada por el mar Mediterráneo, que se ubica al pie de un cerro coronado por la Torre de Cautor. La agricultura ocupa a la mayor parte del empleo; las hortalizas cultivadas en invernaderos dan trabajo a muchos lugareños y a gran cantidad de inmigrantes, principalmente rumanos y marroquíes. La pesca se mantiene en La Mamola como actividad recreativa ya que en la década de 1980 la flota pesquera del pueblo se trasladó a los puertos de Motril y Barcelona, en busca de mejores caladeros. Actualmente sus playas no son muy conocidas, pero con el paso de los años cada vez son más las personas que se deciden por este pueblo para bañarse en su costa

## Demografía
Según el Instituto Nacional de Estadística de España, en el año 2021 La Mamola contaba con 1.039 habitantes censados.

## Cultura

### Fiestas

#### Día de la Cruz
Celebración en la que los vecinos engalanan las calles con cruces y elaboran monumentos florales por toda la población.

#### Virgen del Carmen
En estas fiestas patronales los actos más destacables que se pronuncian en el pueblo son las diversas procesiones (en las cuales la Virgen del Carmen es paseada por todo el pueblo y por el mar recorriendo distintas costas), la banda municipal y otras tradiciones en las que casi todo el pueblo se reúne como la romería, la cucaña, la elección de miss y míster o las diversas ferias de día hechas a pie de playa.